# Puka (Albánia)
Puka város Albánia északi részén, Shkodra városától légvonalban 32, közúton 56 kilométerre keleti irányban, a Puka–Mirditai-hegyvidék nyugati részén. A Shkodra megyéhez tartozó Puka község székhelye, egyúttal Puka alközség központja. A 2011-es népszámlálás alapján az alközség népessége 3607 fő. Az ókor óta lakott település látnivalókban szűkölködő adminisztratív központ.

## Fekvése
Puka a Puka–Mirditai-hegyvidék (Malësia Pukë-Mirditë) nyugati részén, a Pukai-medence (Gropa e Pukës) földrajzi kistáján fekszik, 838 méteres tengerszint feletti magasságban, a Gomsiqja-patak (Përroi i Gomsiqes) forrásvidékén. Délről a Kumbulaj-hegy (Maja e Kumbulajt, 1459 m) határolja a városnak otthont adó medencét, északról pedig alacsonyabb, 500-800 méteres vonulatok ereszkednek a Gomina-patak (Përroi i Gominës) völgyéig.
A települést Shkodra térségéből az SH5-ös főúton lehet elérni. Korábban ez az út biztosította az összeköttetést Shkodra és Kukës között, amelynek forgalmát a 2009-ben elkészült A1-es autópálya mentesítette. Tiranával, Shkodrával és Lezhával busz- és minibuszjáratok kötik össze a várost.

## Története
Az i. e. 2. században mint a Cavii néven ismert illír törzs fő települését említették Epikaria (Ἐπικάρια) néven, amelynek a Genthiosz illír király ellen fellázadt lakóit i. e. 168-ban Karavantiosz verte le. A tengerparti illír városokat, Lisszoszt és Szkodrát a Drilón völgyén át Dardániával összekötő út egyik fontos állomása volt és maradt Ad Picaria néven a római időkben is. Környékén a rómaiak nyitották meg az első rézbányákat, az ókor végén pedig egy castrumot építettek Ad Picariában. Az egykori római út maradványai itt-ott még láthatóak Puka község területén.
1922. március 2-án Pukában robbant ki a Bajram Curri vezette Zogu-ellenes felkelés, a kormányerők március 8-án vonultak be a településre, és szórták szét a felkelőket. 1926. november 20-án egy újabb fegyveres felkelésre került sor Észak-Albániában, ezúttal Loro Caka római katolikus pap vezetésével, amelynek egyik tűzfészke Puka volt, de a kormányzat öt nap alatt leverte a lázadást.
A 20. század közepéig Puka falu volt, lakói mezőgazdasággal foglalkoztak. A jellemzően római katolikus Mirdita-vidék muszlim enklávéjának központi települése volt. A század második felében fejlesztették regionális adminisztratív központtá. A korszakra jellemző nagyipari fejlesztés elmaradt, csupán a környező erdővidékre támaszkodó fafeldolgozó ipart telepítettek a városba.

## Nevezetességei
Puka elsősorban a környék természeti értékeinek és épített emlékeinek köszönhetően népszerű kirándulóhely, emellett Albánia síközpontjainak egyike. A város múzeumában berendezett helytörténeti és néprajzi tárlat egyebek mellett a környék régészeti leleteivel, népviseletével, népi textilművességével és hagyományos hangszereivel ismerteti meg a látogatót. Napjainkban Puka főként gombatermesztéséről nevezetes, terményeiket Olaszországba is exportálják, emellett több gyümölcsaszaló kisüzem is működik a településen. Sőrfőzdéjében állítják elő a Puka sör szűrt és szűretlen változatát.

### Nevezetes pukaiak
- 1936–1937-ben tizennyolc hónapon át a pukai iskola igazgatója volt Migjeni (1911–1938) költő, író. Emlékét ápolja a Migjeni Iskolamúzeum (Shkolla-muze Migjeni).[14]
- 1969 és 1975 között a városi pártszervezet főtitkára volt Pali Miska (1931–2008) kommunista politikus.[15]